# 1475 Yalta
1475 Yalta (1935 SM) là một tiểu hành tinh vành đai chính được phát hiện ngày 21 tháng 9 năm 1935 bởi P. Shajn ở Simeis.